# 釐侯 (燕)
釐侯（僖侯、きこう、生年不詳 - 紀元前791年）は、燕の君主。恵侯の子で、その後を受けて燕国の君主となった。在位36年。